# Носара
Носара (лат. Vimba vimba) је слатководна риба која припада фамилији Cobitidae.
- Латински назив: Vimba vimba

- Локални називи: шљивар, плавонос, носара, буборак (или буборан), циганка, попадика, бојник

- Макс. дужина: 50 cm.

- Макс. тежина: 1  – 1.5

- Време мреста: од маја до јуна.

## Опис и грађа
Носара има дужу главу, изразито издужен нос и по томе подсећа на скобаља. Леђа су му модра, а трбух бео. Грудна и трбушна пераја су наранџаста, а остала сива. Уста су доња, полумесечаста. Нарасте највише до 50 cm и више од 1 kg, али су просечни примерци обично мањи. Шљивар се претежно храни ларвама инсеката, разним рачићима и осталим ситним организмима које пронлази скривене у трави и алгама залепљеним за камење. 

## Навике, станиште, распрострањеност
Носара - Шљивар насељава воде северне и средње Европе, а залази и у море. Иако личи на кесегу, па га многи замењују са њом, он припада другом роду. Припада белој риби шаранског рода. Типична је риба текућих вода, мада се прилагођава и стајаћим. Име је добила по горњој вилици која „украшава“ ниско постављена уста. Уста јој карактеришу положај и оштре ивице. Носару треба тражити у бржем воденом току. Лети се радо задржава у води богатој кисеоником, значи могу се наћи код брана, непера итд. У плићацима се могу спазити њихови сребрни бокови како блијеште, док покретима тела кидају алге са дна. Род Vimba (којем припада носара) има две врсте - Vimba vimba carinata P. и Vimba vimba elongata V. 
- Прва - Vimba vimba carinata P - обитава у Балтичком мору и да улази у Западну Двину, Њемен, Нарву, Лугу, Неву, а нађе се и у Чудском и јужном делу Ладошког језера.
- Друга - Vimba vimba elongata V – обитава у Црном, Азовском и Каспијском мору и одатле улази у Дон, Кубан, Буг, Дњестар, Дњепар и неке друге реке ових сливова.

## Размножавање
Носара се у време мреста, од маја до јуна, у јатима креће узводно тражећи погодна шљунковита места за мрест. Тада скоро не узима храну, посебно при ведром летњем дану. Полно је зрела између 4. и 5. године при дужини од 24 до 28 cm. Плодност је од 80 000 до 200 000 јаја. Јаја су мало лепљива и причвршћују се за камење или биљке. У периоду мреста, и мужјаци и женке имају брадавичасте израштаје по глави и леђима. Јаја имају у пречнику око 1,4 mm. Развиће ембриона траје од два и по до десет дана, у зависности од температуре воде.